# Sakalava analalava malagaški jezik
Sakalava analalava malagaški jezik (avy), jedan od još uvijek nepriznatih malagaških jezika. Zahtjev za njegovo postojanje pod kodom [avy] odbijen je 2010 godine kao i jeziku besalampy sakalava [bpf] koji su se trebali odvojiti iz sakalavskog [skg] kao posebni jezici.
350.000 govornika (2006)

## Vanjske poveznice
- 2010-036_avy.pdf